# Sargon d'Accad

Mapa de l'extensió aproximada de l'Imperi accadi durant el regnat del net de Sargon, Naram-Sin d'Accàdia

Sargon d'Accad o també Šarrukin ('rei autèntic'), conegut amb el nom de Sargon el Gran, va ser un rei semita fundador de la dinastia d'Accad i del primer imperi conegut. Va aconseguir organitzar un territori on el poder fragmentat era tradicional i on hi havia una correlació de forces que tendien a la disgregació, amb una població heterogènia (nòmades, seminòmades i sedentaris de diverses procedències) gràcies, a banda de la seva força militar, a que va unificar els pesos i unitats de longitud que van donar cohesió a tot el territori.
Era un funcionari d'Ur-Zababa, rei de Sumer, amb el càrrec de coper reial, que es va revoltar contra el rei i li va prendre el poder. Va construir una nova capital, que es va dir Accad o Agadé. Va derrotar primer Lugal-Zage-Si, rei de la tercera dinastia d'Uruk, i va sotmetre després la zona del Golf Pèrsic, al sud, i la regió ocupada més tard per Assíria, al nord. Va arribar pel sud-est fins a l'Elam, derrotà el país de Subartu i penetrà al nord de Síria i potser també a l'Àsia Menor.

## Origen
Els seus orígens no es coneixen, ni tan sols el seu nom. La llegenda el fa fill adoptiu d'un jardiner tallador de palmeres, i diu que va ser trobat a la vora del riu on l'havia abandonat la seva mare, una vestal. Aquesta història es repeteix amb Moisès o Ròmul i, per tant, s'ha de prendre amb precaució. Es diu que va passar la joventut a la ciutat d'Azupiranu ("Ciutat del safrà"), a la vora de l'Eufrates, que és totalment desconeguda. La regió d'origen del seu pare, presumptament un nòmada, es deia "La Muntanya", nom d'una regió entre el desert i l'Eufrates, prop de la desembocadura del Khabur-Balikh, que era un territori que havia estat ocupat per tribus semites que es dedicaven a la ramaderia i vagaven pel territori. Serà Sargon qui farà que aquestes tribus, molt presents al nord de Mesopotàmia (amb una gran colònia a Kix), es diguin en endavant accadis. L'accadi, una llengua semítica d'aquests pobles serà la que s'imposarà a tot el territori de l'imperi.
De jove, va anar a Kix, on va ser coper segon del rei Ur-Zababa, rei de la dinastia IV de Kish. No es coneix com va arribar al poder, però s'especula que, arran d'una derrota d'Ur-Zazaba que va malmetre Kix, els semites d'aquella ciutat s'hi devien establir, dirigits pel coper reial, en una zona on van fundar la ciutat d'Accad, segurament a la vora de l'Eufrates, on avui hi ha al-Hilla, i de la qual Sargon es va nomenar rei cap al 2340 aC. Allà devia consolidar el seu poder i no gaire més tard Sargon va ocupar Kix, que devia estar sota el domini de Lugal-Zage-Si d'Umma, i Uruk i va fer-la restaurar. El seu primer títol va ser el de "rei d'Accad", però després hi va afegir el de "rei de Kix" pel prestigi de l'antiga capital. Durant aquesta campanya, també devia ocupar Tuttul, a l'Eufrates, i la via cap a Mari. Dominada Kix, va sotmetre (o es va sotmetre) tot el nord de Sumer, i així va poder perseguir a Lugal-Zage-Si i a mig centenar de governadors locals que li donaven suport, potser cap al 2338 aC o 2337 aC. De les inscripcions, resulta que va combatre en 34 batalles i Uruk va ser assaltada 3 vegades. Finalment, Sargon va prendre la ciutat i Lugal-Zage-Si va ser empresonat, encadenat i enviat a Nippur, al temple del déu Enlil. Així, Sargon es va fer amo d'Umma, Uruk, Lagash i Eninmar, principals estats que recolzaven Lugal-Zage-Si. Llavors, Sargon es va titular "rei del país" (cap al 2229 aC).

## Fundació de l'Imperi Accadi

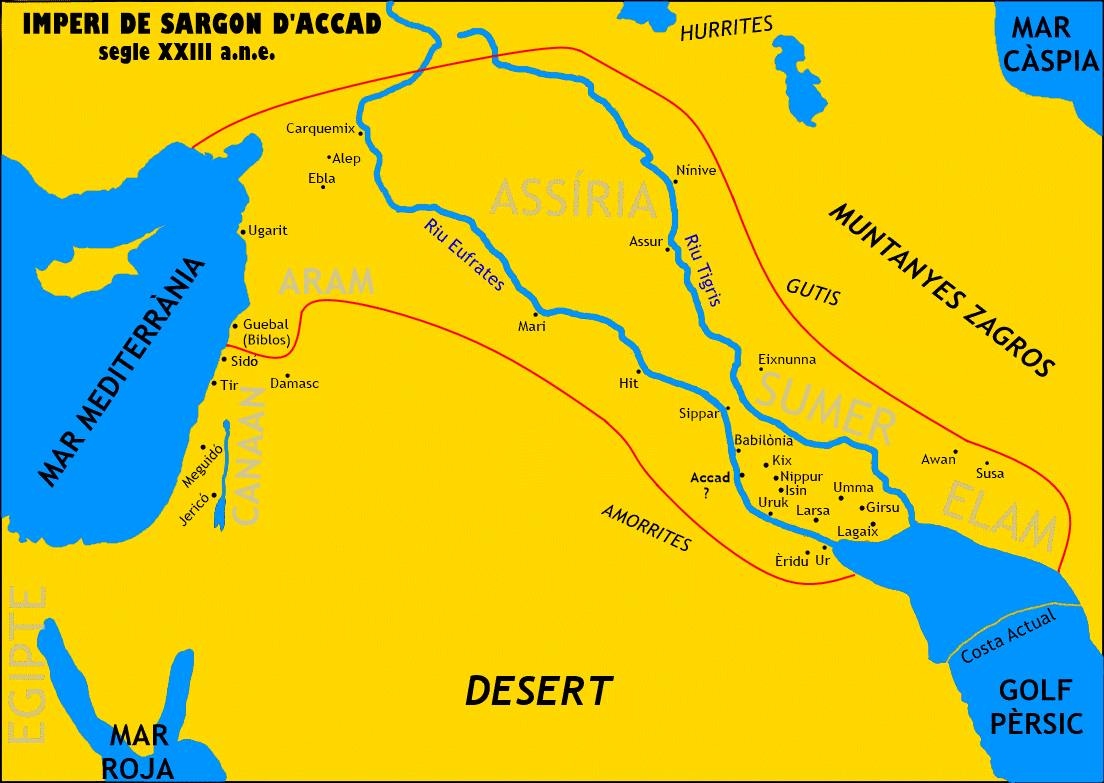
Màxima extensió de l'Imperi de Sargon d'Accad.

No es poden datar les actuacions que Sargon va dirigir cap a uns altres punts: Ebla, Yarmuk o Iarmuti, Líban i les muntanyes del Taure (zona oriental de nom "Muntanyes de Plata"). La llegenda el fa conquerir Carquemix, i fins i tot travessar la mar Mediterrània i arribar al "país de l'estany" (Xipre?) i Creta. Diu també que va arribar a un punt d'Anatòlia on hi havia el Regne de Buruixkhanda, al sud del Llac de la Sal (Tuz Gölü). Segurament, no van ser conquestes en el sentit de domini sobre aquelles terres, sinó més aviat la tradició fa referència a l'obertura de rutes comercials directes.
Cap a l'est, els regnes elamites d'Awan i Warakshe var fer una coalició per fer front a l'amenaça que suposava Sargon. Però Sargon va derrotar les forces d'Elam, potser en dues campanyes. En una doble inscripció, Sargon s'enorgulleix d'haver vençut als dos reis que actuaven conjuntament contra ell, i enumera amb supèrbia, a més dels noms dels reis, els dels seus generals, als governadors, i al alts dignataris, les ciutats que havia conquerit i el botí que es va emportar. Cap al nord-est, va conquerir el país de Subartu, un lloc que no se sap ben bé a què correspon. Podria ser l'alta Mesopotàmia des dels Zagros al Khabur-Balikh o fins i tot llocs situats més a l'oest. Les inscripcions també parlen d'una campanya a Simurrum, a la zona de les muntanyes de Zagros.
El seu imperi incloïa 65 països que devien correspondre a 65 estats o regnes sota dependència directa o indirecta de Sargon. Les llistes reials diuen que el seu regnat va durar 56 anys, però se suposa que inclou el seu període com a coper del rei a Kish. Sargon diu d'ell mateix que durant el seu llarg regnat va recórrer "les Quatre Zones", un a expressió accàdia que designa l'univers. La immensitat de les seves conquestes van propiciar la imaginació dels poetes, i es descriuen les enormes distàncies entre els territoris conquerits, i fins i tot es va fer un mapa mitològic de l'univers on es descrivien uns països llunyans i meravellosos que Sargon havia visitat en companyia de dos personatges fabulosos. El va succeir el seu fill Rimuix.